# إيمسبورن

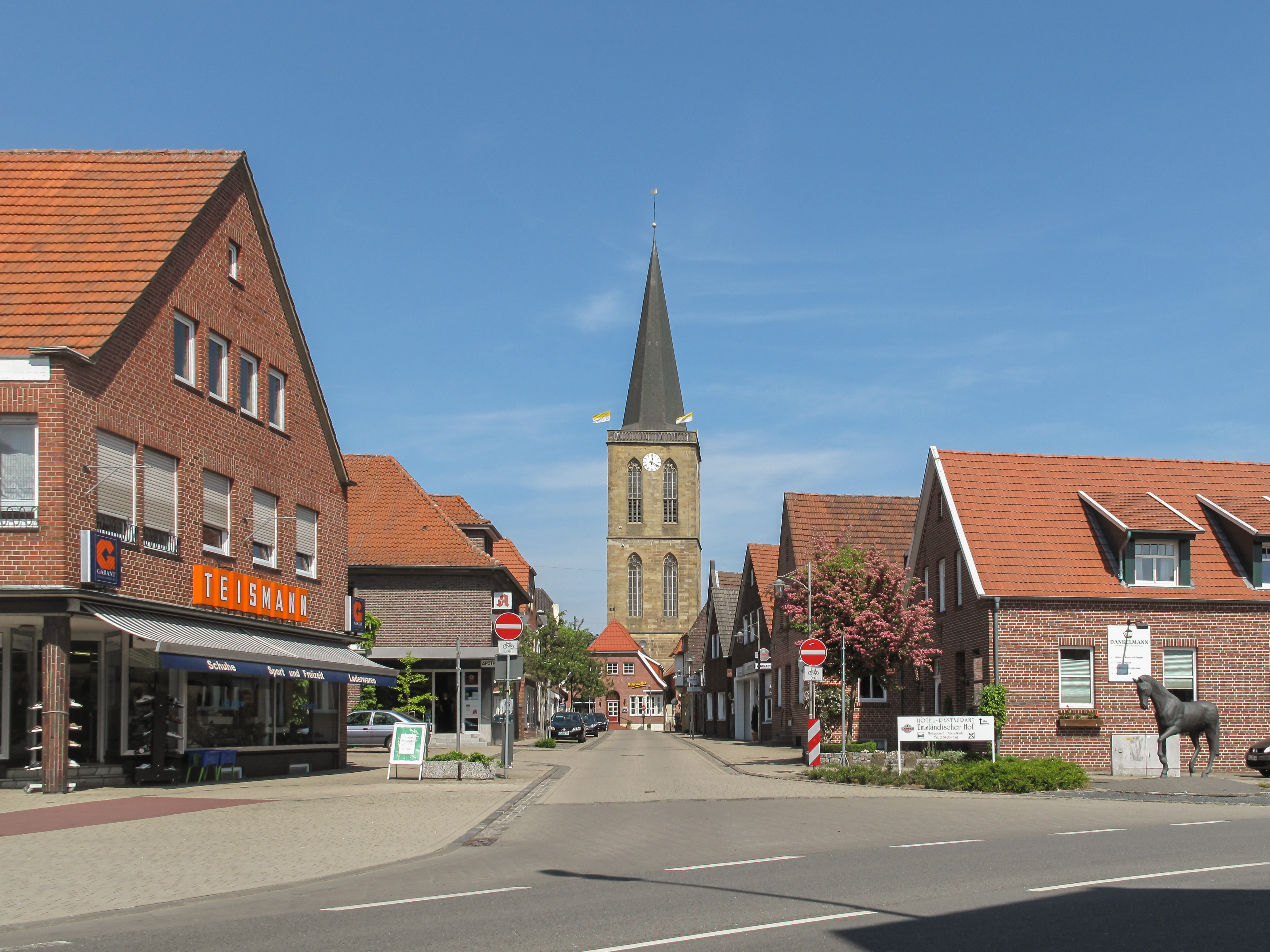
Emsbüren, الكنيسة (مت سانكت Andreaskirche) في الشارع

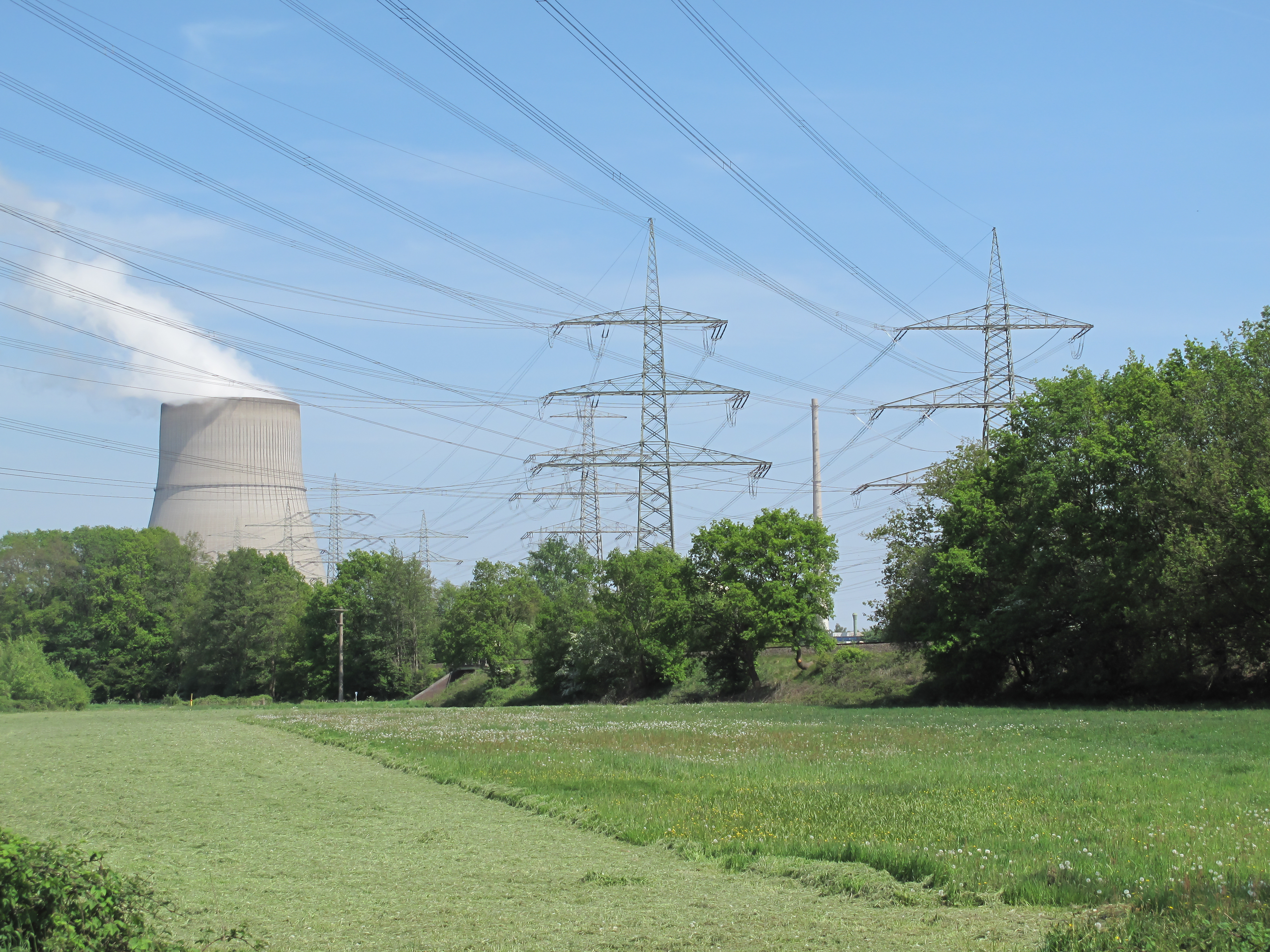
برج التبريد من Emsland محطة الطاقة النووية, إطلالة من Elbergen

إيمسبورن هي بلدية في منطقة امسلاند، سكسونيا السفلى, ألمانيا. وهي تقع على نهر إمستقريبا. 15 كم جنوب لينجنو 15 كم شمال غرب مدينة رين.
في بلدة إيمسبورن يوجد محطة سكك حديدية: ليسجيد.

## الشخصيات
- ويلي هيكس (1922-1996), سائق سباقات السيارات الألمانية
- رينيه تيبل (مواليد 1969), الألمانية showjumper